# Omar Alshogre
Omar Alshogre (en arabe : عمر الشغري) est un  syrien né le 14 mai 1995, originaire d'al-Bayda, connu pour avoir été incarcéré pendant trois ans dans des prisons gouvernementales syriennes et pour être l'un des rares à avoir survécu à la torture et à la famine qui lui ont été imposées en détention, notamment à la prison de Saidnaya, décrite comme un « abattoir humain » par Amnesty International.
Désormais résident en Suède et étudiant à l'université de Georgetown aux États-Unis, il se consacre à la défense des droits humains et milite pour la libération des détenus d'opinions et des prisonniers politiques syriens, ce qui lui vaut des menaces de mort régulières.

## Biographie

### Famille
Omar Alshogre grandit dans le village d'al-Bayda, près de la ville de Banias, dans le gouvernorat de Tartous. Alors qu'il est en prison, son père et ses deux frères sont assassinés le 2 mai 2013, devant sa mère et ses sœurs, par des milices pro-régimes, lors du massacre d'al-Bayda et de Banias,,.

### Arrestations
Omar Alshogre est arrêté pour la première fois à l'âge de 15 ans, pour avoir participé à une manifestation dans le cadre du soulèvement populaire syrien lors du printemps arabe en 2011 ; il est alors emprisonné pendant 2 jours avant d'être  libéré. Son père, qui a été militaire et connaît les responsables de la police locale, négocie sa libération. Au total, il a été arrêté sept fois.
Le 16 novembre 2012, Omar rend visite à ses cousins lorsque des miliciens armés entrent dans leur maison et arrêtent Omar, ses cousins, Rashad et Bashir, et sa cousine Nour, avant de les envoyer tous les quatre aux services de renseignements militaires du centre de Tartous pour enquête,. Bashir et Rashad, emprisonnés avec Omar, meurent tour à tour en prison, et apprennent que Nour, envoyée au 6ème étage de la Branche 215, a également été tuée, tandis qu'Omar reste détenu pendant 3 ans, de ses 17 à ses 20 ans,,,.

### Détention

#### Branche 215
Omar Alshogre passe un an et neuf mois dans la Branche 215, un centre de détention du renseignement militaire au centre de Damas. Comme les autres détenus, il est torturé quotidiennement, par différents moyens de torture tels des chocs électriques, des coups de câbles et barres de métal, les ongles arrachés, suspendus par les poignets, sévices sexuels, privation de nourriture, d'eau (ils sont parfois forcés de boire de l'urine) et de soins. Un exemple de torture subie par Omar Alshogre : un gardien le suspend au plafond par les poignets, noue une ficelle serrée autour de son pénis. « Toute la journée, il n'arrêtait pas de me forcer à boire de l'eau et à manger des poignées de sel, et le soir, il m'envoie uriner. C'est ainsi que les gardes pouvaient faire uriner du sang à un détenu pendant des semaines ».
Omar est chargé d'enlever les corps (parfois en plusieurs morceaux) des prisonniers décédés, de les emporter dans la « chambre d’isolement » et d'écrire un numéro sur leur front, et le nom de la branche où ils sont morts, à raison d'environ 30 à 40 par jour. Un jour, Omar Alshogre est laissé pour mort dans cette pièce, parmi un tas de cadavres.
Le 15 mars 2013, le cousin aîné d'Omar, Rashad, décède des suites de la torture. Début 2014, son cousin dont il est le plus proche, Bashir Alshogre (né le 7 avril 1990), meurt de la tuberculose dans ses bras, alors qu'Omar Alshogre le porte pour lui permettre d'aller aux toilettes, puisque Bachir était devenu trop faible pour marcher seul. Il porte le corps de Bachir dans la chambre des cadavres et écrit un numéro sur son front.

#### Prison de Saidnaya
Omar Alshogre est envoyé dans la prison de Saidnaya le 15 août 2014. Il affirme que la branche 215 était « un paradis » comparée à Saidnaya, où la torture psychologique et physique est bien pire, où les prisonniers sont exécutés pour toutes sortes de raisons telles que parler, regarder ou s'asseoir au mauvais endroit. Cependant, il raconte qu'il y a également appris la solidarité et acquis de nombreuses connaissances de la part de médecins, psychologues, ingénieurs et enseignants qui étaient détenus avec lui. Il a appris des centaines de passages du Coran mémorisés par les anciens, tandis que la foi aidait les prisonniers à tenter de garder un sentiment d'humanité, bien que toute mention d'une religion ou d'un dieu soit interdite. Omar Alshogre appelle cette expérience « l'université des murmures ».

### Libération
La mère d'Omar Alshogre, réfugiée en Turquie, réunit 20 000 dollars pour soudoyer ses gardes et acheter sa libération, avec l'aide d'un avocat. Omar Alshogre est libéré en juin 2015, après que des soldats lui aient bandé les yeux et simulé son exécution. Il pèse alors 34 kg à cause du manque de nourriture et a contracté la tuberculose. Sa mère arrange son passage illégalement vers la Grèce, puis il voyage à travers l'Europe pour échapper aux dangers et avoir accès à un traitement médical.

### Réfugié en Suède
Omar Alshogre est ensuite réfugié en Suède, où il étudie l'anglais et le suédois, obtient un diplôme de lycée, étudie l'ingénierie. Il indique que le fait de témoigner représente un enjeu important, après avoir été réduit au silence par ses tortionnaires durant trois ans puis menacé de représailles s'il parle, alors qu'il est déjà en Suède. Il devient orateur public : « Je considère que ma mission est de témoigner non seulement des atrocités de la guerre en Syrie, mais également de l'optimisme et de la volonté de vivre qui en découlent par nécessité ». Il a parlé dans des lieux comme le Congrès des États-Unis et l'Université de Princeton.
Parler publiquement lui vaut de recevoir des menaces de mort. En janvier 2018, l'un de ses anciens tortionnaires de la Branche 215 l'appelle au téléphone pour lui dire qu'il se trouve à Stockholm, lui enjoindre de se taire et lui proposer de l'argent pour son silence. Pour The Nation, il est « l'un des rares à avoir survécu à l'abattoir de Saidnaya et à avoir marqué personnellement plus de 8 000 cadavres, apparaissant dans divers médias et pouvant citer le nom et l'emplacement de plusieurs prisons militaires, le nom des responsables de chaque établissement ainsi que des noms de détenus décédés et leur ville d'origine, Omar est un témoin redoutable et redouté, d'où les menaces de mort régulières ».
Omar Alshogre, avec d’autres anciens détenus syriens en Suède, prépare un procès, soutenu par l’Unité suédoise chargée des crimes de guerre, contre 25 agents des services de renseignement syriens. Il témoigne devant des avocats allemands et des enquêteurs européens qui construisent des dossiers sur les crimes de guerre commis par le régime d'Assad.
En 2020, il entre à l'université de Georgetown.